# Rennrodel-Europameisterschaften 1996
Die 35. Rennrodel-Europameisterschaften wurden 1996 erstmals im lettischen Sigulda organisiert. Die von der Fédération Internationale de Luge de Course veranstalteten kontinentalen Titelkämpfe wurden vom 12. bis zum 14. Januar 1996 ausgetragen. Es gab Wettbewerbe in den Einsitzern für Männer und Frauen, in Doppelsitzern für Männer sowie mit der Staffel. Abgesehen vom letzten Wettbewerb wurden alle Wettbewerbe in zwei Läufen entschieden.
Die erfolgreichste Mannschaft war mit Abstand das deutsche Team, welches alle 4 Titel gewann.

## Frauen
Am Start waren insgesamt 21 Sportlerinnen, die alle beiden Läufe absolvierten.
Favoritinnen waren die gesetzte Titelverteidigerin und Dritte der Rennrodel-Weltmeisterschaften 1995, Gerda Weißensteiner aus Italien sowie die im Weltcup führende Jana Bode, die amtierende Weltmeisterin Gabriele Kohlisch und Vizeweltmeisterin Susi Erdmann aus Deutschland. Hinzu kam mit Sylke Otto eine vierte deutsche Starterin, die im Vorjahr immerhin den Weltcup gewonnen hatte. Aus den anderen Nationen wurden allenfalls den Athletinnen aus Österreich Außenseiterchancen eingeräumt.
Bereits nach dem ersten Lauf deutete sich ein Kopf-an-Kopf-Rennen zwischen Gabi Kohlisch und Jana Bode an, welches die Oberwiesenthalerin aber zunächst mit einer Hundertstel vorn sah. Auf Rang drei platzierte sich Andrea Tagwerker vor den beiden übrigen deutschen Starterinnen. Im zweiten Lauf konnte Jana Bode das mannschaftsinterne Duell mit Gabi Kohlisch für sich entscheiden und schob sich mit Laufbestzeit an ihr noch vorbei. Für Bode war der EM-Titel der bis dahin größte Erfolg in der Einzelkonkurrenz, nachdem sie bereits einen Tag zuvor Team-Gold gewonnen hatte. Wenige Wochen später wurde sie auch Weltmeisterin und rundete kurz darauf mit dem Gewinn des Gesamtweltcups ihre erfolgreichste Saison ab. Hinter Gabi Kohlisch konnte Andrea Tagwerker mit der zweitbesten Laufzeit ihre Bronzemedaille absichern.
Datum: 13. Januar 1996
| Platz | Sportler             | Land        | 1. Lauf | 2. Lauf | Zeit            |
| ----- | -------------------- | ----------- | ------- | ------- | --------------- |
| 1     | Jana Bode            | Deutschland | 43.553  | 43.612  | 1:27.165        |
| 2     | Gabriele Kohlisch    | Deutschland | 43.523  | 43.733  | 1:27.256 +0.091 |
| 3     | Andrea Tagwerker     | Österreich  | 43.650  | 43.718  | 1:27.386 +0.221 |
| 4     | Sylke Otto           | Deutschland | 43.702  | 43.748  | 1:27.450 +0.285 |
| 5     | Susi Erdmann         | Deutschland | 43.722  | 43.737  | 1:27.459 +0.294 |
| 6     | Gerda Weissensteiner | Italien     | 43.776  | 43.843  | 1:27.619 +0.828 |
| 7     | Angelika Neuner      | Österreich  | 43.766  | 43.860  | 1:27.626 +0.831 |
| 8     | Natalia Jakuschenko  | Ukraine     | 43.861  | 43.882  | 1:27.743 +1.215 |
| 9     | Doris Neuner         | Österreich  | 43.769  | 44.179  | 1:27.948 +1.315 |
| 10    | Sonja Manzenreiter   | Österreich  | 44.030  | 44.158  | 1:28.188 +1.591 |
| 11    | Natalie Obkircher    | Italien     | −       | −       | −               |
| 12    | Lilija Ludan         | Ukraine     | −       | −       | −               |
| 13    | Anna Orlova          | Lettland    | 44.302  | 44.186  | 1:28.488 +2.135 |
| 14    | Albina Kuziaeva      | Russland    | −       | −       | −               |
| 15    | Helen Novikov        | Estland     | −       | −       | −               |
| 16    | Anita Zamuele        | Lettland    | 44.658  | 44.797  | 1:29.455 +3.164 |
| 17    | Jurita Snitko        | Lettland    | 44.878  | 44.845  | 1:29.723 +3.208 |
| 18    | Aiva Briede          | Lettland    | 44.978  | 44.844  | 1:29.822 +3.346 |
| 19    | Oryslava Chukhlib    | Ukraine     | −       | −       | −               |
| 20    | Elena Leskina        | Russland    | −       | −       | −               |
| 21    | Marketa Jeriova      | Tschechien  | −       | −       | −               |
| 21    | Tania Baluh          | Ukraine     | −       | −       | −               |
| 21    | Magda Revers         | Polen       | −       | −       | −               |

## Doppelsitzer Männer
An den Start gingen 20 Doppelsitzer, die alle 2 Durchgänge absolvierten.
Nachdem durch den Rücktritt von Hansjörg Raffl sich das Titelverteidiger-Duo Raffl/Huber aufgelöst hatte, war ein Mitfavorit auf den Titel nicht mehr im Rennen. Darüber hinaus waren auch die Italiener Brugger/Huber, Olympiasieger von Lillehammer, schwer in die Saison gekommen und wurden letztlich nicht für die EM nominiert. So lagen nun die italienischen Hoffnungen auf dem Duo Plankensteiner/Haselrieder, welches erst in der vorigen Saison im Weltcup debütierte und auf Anhieb den fünften Platz in der Gesamtwertung belegt hatte. Aus deutscher Sicht waren die aktuellen Weltmeister Stefan Krauße/Jan Behrendt und Yves Mankel/Thomas Rudolph heiße Anwärter auf den Titel, da beide Duos in den bis dahin gefahrenen Weltcup-Rennen immer Podestplätze belegt hatten. Außenseiterchancen hatten die Schiegl-Cousins aus Österreich.
Nach dem ersten Lauf war es nicht unbedingt eine Überraschung, dass Krauße/Behrendt in Führung lagen. Dahinter lagen mit Schiegl/Schiegl, aber vor allem mit den Russen Demtschenko/Kolobajew zwei Duos auf den Podestplätzen, die man nicht unbedingt dort erwartet hatte. Mit der fünftbesten Zeit blieben Mankel/Rudolph weit hinter ihren Erwartungen zurück. Während Krauße/Behrendt auch im zweiten Lauf Bestzeit fuhren, schoben sich nun zur Überraschung der Konkurrenz die Italiener Plankensteiner/Haselrieder mit der zweitschnellsten Laufzeit auf den Silberrang. Dahinter konnten Demtschenko/Kolobajew mit hauchdünnen neun Tausendsteln Vorsprung ihren Bronzerang vor Schiegl/Schiegl sichern, die im zweiten Lauf nur die fünftbeste Zeit fuhren und am Ende den undankbaren vierten Platz belegten. Für Mankel/Rudolph reichte es trotz besserer Zeit am Ende nur für den fünften Platz.
Datum: 13. Januar 1996
| Platz | Sportler                                  | Land        | 1. Lauf | 2. Lauf | Zeit            |
| ----- | ----------------------------------------- | ----------- | ------- | ------- | --------------- |
| 1     | Stefan Krauße Jan Behrendt                | Deutschland | 43.719  | 43.671  | 1:27.390        |
| 2     | Gerhard Plankensteiner Oswald Haselrieder | Italien     | 43.842  | 43.867  | 1:27.709 +0.319 |
| 3     | Albert Demtschenko Semjon Kolobajew       | Russland    | 43.785  | 43.991  | 1:27.776 +0.384 |
| 4     | Markus Schiegl Tobias Schiegl             | Österreich  | 43.776  | 44.009  | 1:27.785 +0.393 |
| 5     | Yves Mankel Thomas Rudolph                | Deutschland | 43.939  | 43.910  | 1:27.849 +0.457 |
| 6     | Danil Tschaban Alexander Subkow           | Russland    | 44.038  | 44.077  | 1:28.115 +0.723 |
| 7     | Ioan Apostol Liviu Cepoi                  | Rumänien    | 44.272  | 44.259  | 1:28.531 +1.139 |
| 8     | Oleh Awdjejew Danylo Pantschenko          | Ukraine     | 44.300  | 44.541  | 1:28.841 +1.449 |
| 9     | Ihor Urbanskyj Andrij Muchin              | Ukraine     | 44.250  | 44.686  | 1:28.936 +1.544 |
| 10    | Roberts Suharevs Dairis Leksis            | Lettland    | 44.581  | 44.737  | 1:29.318 +1.946 |
| 11    | Karol Rusnak Jaroslav Slavik              | Slowakei    | −       | −       | −               |
| 12    | Mariusz Gruzlewski Norbert Foltin         | Polen       | −       | −       | −               |
| 13    | Sergej Jurkin Alexander Maslinizin        | Russland    | −       | −       | −               |
| 14    | Ivars Deinis Sandris Kalinins             | Lettland    | 45.015  | 45.044  | 1:30.059 +2.687 |
| 15    | Norbert Laimegger Norbert Harrasser       | Italien     | −       | −       | −               |
| 16    | Frantisek Pekar Milos Zajic               | Tschechien  | −       | −       | −               |
| 17    | Piotr Orsłowski Robert Mieszała           | Polen       | −       | −       | −               |
| 18    | Vilnis Ozoliņš Janis Mozajevs             | Lettland    | 46.238  | 46.575  | 1:32.813 +5.441 |
| 19    | Wladimir Piroshenko Oleh Divinskiy        | Ukraine     | −       | −       | −               |
| 20    | Fredy Tomingas Marek Seer                 | Estland     | −       | −       | −               |

## Männer
In Sigulda waren wie so oft in den 1990er Jahren die Großen Drei der Rennrodelszene versammelt: Markus Prock aus Österreich als Titelverteidiger, Georg Hackl aus Deutschland als Olympiasieger und Armin Zöggeler aus Italien als amtierender Weltmeister. Von der Saisonform her sprachen allerdings alle Vorzeichen für Prock, führte er doch bis dahin im Weltcup, wobei er zwei von drei absolvierten Wettbewerben gewonnen hatte. Seine Konkurrenten hingegen zeigten teilweise enorme Leistungsschwankungen, während ein schon fast abgeschriebener ehemaliger Olympiasieger einen zweiten Frühling bekam. Zwar hatte Jens Müller 1995 Weltmeisterschaftsgold mit dem Team geholt, seine letzten Einzelmedaillen bei einem Großereignis hatte er aber 1990 noch als DDR-Sportler errungen. In der laufenden Saison hatte Müller von den drei schon absolvierten Weltcupwettbewerben den letzten gewonnen und war einmal Zweiter geworden. Darüber hinaus hatte er die Männerkonkurrenz im Teamwettbewerb bei der laufenden E gewonnen, so dass ihm ob seiner guten Form durchaus Medaillenchancen eingeräumt werden konnten. Gleiches galt für den Österreicher Markus Schmidt, der mit dem Team schon Silber gewonnen hatte und in der Männerkonkurrenz dabei Dritter geworden war.
Allerdings begann gerade für die österreichische Mannschaft der Männerwettbewerb mit einem Schock. Markus Prock hatte sich beim Start versteuert, brach den Lauf daraufhin ab und wollte innerhalb des ihm zustehenden Zeitfensters den Start nochmal neu beginnen. Der Start gelang ihm, aber durch die nachträglich festgestellte Überschreitung seines Startzeitfensters wurde Prock disqualifiziert. Damit war der erste Titelkandidat schon aus dem Rennen. Für Hackl und Zöggeler waren nach dem ersten Lauf noch nicht alle Träume geplatzt, aber angesichts des Abstandes zum führenden Jens Müller ging es für die beiden Titelfavoriten nur noch um Medaillen. Müller belegte mit fast anderthalb Zehnteln Vorsprung vor dem Österreicher Schmidt den ersten Platz. Hinter Schmidt platziert sich mit nur einer Hundertstel Rückstand der Russe Demtschenko, der im Doppelsitzer bereits eine Medaille gewonnen hatte. Eine weitere Hundertstel dahinter lag Georg Hackl, danach folgte Zöggeler. Durch die sehr geringen Abstände war der Kampf um Silber und Bronze völlig offen, während Müller wohl nicht mehr einzuholen war. Allerdings machte es der Ilmenauer im zweiten Lauf noch mal spannend, denn mit der nur viertbesten Zeit geriet sein Spitzenplatz fast noch in Gefahr. Am besten nutzte Albert Demtschenko diese Chance, der mit Laufbestzeit noch auf den Silberrang fuhr und Markus Schmidt auf den dritten Platz verdrängte. Armin Zöggeler fehlten trotz der zweitbesten Zeit am Ende 16 Hundertstel für Bronze. Mit der nur sechstbesten Zeit im zweiten Durchgang rutschte Georg Hackl noch auf den fünften Platz ab. Jens Müller gewann nach den zwei Goldmedaillen in Sigulda bei der kurz darauf stattfindenden Weltmeisterschaft in Altenberg noch Bronze im Einzel und Silber mit dem Team. Albert Demtschenko war der letzte Rodler (Stand 4/23), der bei einer EM sowohl im Einzel als auch im Doppel eine Medaille gewann.
Datum: 14. Januar 1996
| Platz | Sportler            | Land         | 1. Lauf | 2. Lauf | Zeit            |
| ----- | ------------------- | ------------ | ------- | ------- | --------------- |
| 1     | Jens Müller         | Deutschland  | 49.690  | 49.792  | 1:39.482        |
| 2     | Albert Demtschenko  | Russland     | 49.855  | 49.732  | 1:39.587 +0.105 |
| 3     | Markus Schmidt      | Österreich   | 49.834  | 49.781  | 1:39.615 +0.133 |
| 4     | Armin Zöggeler      | Italien      | 49.875  | 49.756  | 1:39.631 +0.149 |
| 5     | Georg Hackl         | Deutschland  | 49.865  | 49.890  | 1:39.755 +0.273 |
| 6     | Wilfried Huber      | Italien      | 49.996  | 49.795  | 1:39.791 +0.309 |
| 7     | Gerhard Gleirscher  | Österreich   | 50.100  | 49.990  | 1:40.090 +0.608 |
| 8     | Norbert Huber       | Italien      | 50.128  | 50.109  | 1:40.237 +0.755 |
| 9     | Karsten Albert      | Deutschland  | 50.265  | 49.997  | 1:40.262 +0.780 |
| 10    | Alexander Bau       | Deutschland  | 50.292  | 50.123  | 1:40.415 +0.933 |
| 11    | Oleg Jermolin       | Russland     | −       | −       | −               |
| 12    | Mike Holm           | Schweden     | −       | −       | −               |
| 13    | Markus Kleinheinz   | Österreich   | −       | −       | −               |
| 14    | Reinhold Rainer     | Italien      | −       | −       | −               |
| 15    | Guntis Rēķis        | Lettland     | 50.601  | 50.482  | 1:41.093 +1.611 |
| 16    | Sandris Bērziņš     | Lettland     | 50.647  | 50.617  | 1:41.164 +1.782 |
| 17    | Alexander Subkow    | Russland     | −       | −       | −               |
| 18    | Harald Rolfsen      | Norwegen     | −       | −       | −               |
| 19    | Danil Tschaban      | Russland     | −       | −       | −               |
| 20    | Frantisek Pekar     | Tschechien   | −       | −       | −               |
| 21    | Spyros Pinas        | Griechenland | −       | −       | −               |
| 22    | Norbert Foltin      | Polen        | −       | −       | −               |
| 23    | Karol Rusnak        | Slowakei     | −       | −       | −               |
| 24    | Dairis Leksis       | Lettland     | 51.643  | 51.665  | 1:43.308 +3.755 |
| 25    | Oleh Avdeev         | Ukraine      | −       | −       | −               |
| 26    | Reto Gilly          | Schweiz      | −       | −       | −               |
| 27    | Milos Zajic         | Tschechien   | −       | −       | −               |
| 28    | Juris Timšāns       | Lettland     | 53.138  | 51.032  | 1:44.170 +4.617 |
| 29    | Martin Duchek       | Tschechien   | −       | −       | −               |
| 30    | Marek Sade          | Ukraine      | −       | −       | −               |
| 31    | Jaroslav Slavik     | Slowakei     | −       | −       | −               |
| 32    | Ihor Urbanskyj      | Ukraine      | −       | −       | −               |
| 33    | Tonu Latts          | Estland      | −       | −       | −               |
| 34    | Andrus Paul         | Estland      | −       | −       | −               |
| 35    | Adam Cook           | Neuseeland   | −       | −       | −               |
| 36    | Wladimir Piroshenko | Ukraine      | −       | −       | −               |
| 37    | Arli Kull           | Estland      | −       | −       | −               |
| −     | Rickard Walden      | Schweden     | DNF     | DNF     | DNF             |
| −     | Markus Prock        | Österreich   | DSQ     | DSQ     | DSQ             |

## Teamrennen
Der erste EM-Wettbewerb wurde in Einzelrennen ausgetragen, deren einzelne Zeiten in Punkte umgerechnet wurden. Dabei wurden die Punkte bei den Einsitzern in Einer-Schritten, bei den Doppelsitzern allerdings in Zweier-Schritten vergeben. In den Einzelkonkurrenzen gingen zwei Starter pro Team in die Wertungen ein. Am Start waren nur 11 Teams, von denen aber nicht alle die volle Stärke erreichten. Zuerst gingen die Männer ins Rennen, anschließend die Frauen-Einsitzer und als letztes die Doppelsitzer.
Nachdem deutsche Teams bis auf 1994 alle bisherigen EM-Titel im Mannschaftswettbewerb gewonnen hatten, war Team Deutschland als einer der Favoriten zu betrachten. Titelverteidiger war allerdings Team Italien, welches jedoch durch die Auflösung des Doppels Raffl/Huber eine erhebliche Schwächung erlitten hatte. Dauerkonkurrent Österreich mit einem sehr formstarken Markus Prock konnte sich durchaus Titelchancen ausrechnen. Für die lettischen Gastgeber war vor allem der Teamwettbewerb eine Frage des Prestige, wollte man doch im internen Wettstreit der ehemaligen Sowjetrepubliken dem großen Nachbar Russland die Vormachtstellung streitig machen.
Nach der Männer-Konkurrenz lag nicht ganz überraschend Team Österreich mit einem Punkt vor Team Deutschland, wobei Georg Hackl mit einem eher schwachen fünften Platz seinen Anteil daran hatte. Nach der Damenkonkurrenz drehte Team Deutschland den Spieß um und lag nun zwei Punkte vor Team Österreich, während Team Italien vor allem durch den 10. Platz von Natalie Obkircher entscheidende Punkte verlor und die Titelverteidigung schon als gescheitert betrachtet werden musste. In der abschließenden Doppelkonkurrenz sicherte das Duo Krauße/Behrendt letztlich souverän den Titel vor Team Österreich, die durch den 4. Platz des Duos Schiegl/Schiegl noch einige Punkte verloren. Mit Platz drei durch das Duo Plankensteiner/Haselrieder gewann Team Italien die Bronzemedaille. Im Dreikampf Russland-Lettland-Ukraine um den vierten Platz war das Rennen lange offen. Nach dem Männerwettbewerb lagen Russland und Lettland gleichauf, nach dem Frauen-Wettbewerb lag Russland mit nur Punkten Abstand vorn. Erst das starke russische Doppel Demtschenko/Kolobajew, welches die zweitbeste Laufzeit fuhr, machte den Unterschied, da das lettische Duo Suharevs/Leksis nur einen schwachen achten Platz belegte. Dadurch kam auch nochmal Team Ukraine heran, wurde aber letztlich mit drei Punkten Rückstand Sechster.
Datum: 12. Januar 1996
| Platz | Land               | Sportler                                                                                        | Laufzeiten                                                            | Punkte         | Gesamt |
| ----- | ------------------ | ----------------------------------------------------------------------------------------------- | --------------------------------------------------------------------- | -------------- | ------ |
| 1     | Deutschland        | Jens Müller Georg Hackl Jana Bode Susi Erdmann Krauße/Behrendt                                  | 0049.303 0(1) 0049.765 0(5) 0043.700 0(1) 0043.914 0(5) 0043.574 0(1) | 30 26 30 26 30 | 142    |
| 2     | Österreich         | Markus Prock Markus Schmidt Andrea Tagwerker Angelika Neuner Schiegl/Schiegl                    | 0049.408 0(2) 0049.438 0(3) 0043.789 0(3) 0043.924 0(6) 0044.161 0(4) | 29 28 25 24    | 134    |
| 3     | Italien            | Armin Zöggeler Wilfried Huber Gerda Weissensteiner Natalie Obkircher Plankensteiner/Haselrieder | 0049.558 0(4) 0049.616 0(6) 0043.823 0(4) 00?00 (10) 0043.758 0(3)    | 27 24 27 21 26 | 125    |
| 4     | Russland           | Albert Demtschenko Oleg Jermolin Albina Kuziaeva Elena Leskina Demtschenko/Kolobajew            | 00?00 0(8) 00?00 0(9) 00?00 0(?) 00?00 0(?) 0043.635 0(2)             | 23 22 (?) 28   | 116    |
| 5     | Lettland           | Guntis Rēķis Sandris Bērziņš Anna Orlova Anita Zamuele Suharevs/Leksis                          | 0050.170 0(7) 0051.193 (12) 0044.167 0(7) 0045.001 (12) 0044.548 0(8) | 24 19 24 19 16 | 102    |
| 6     | Ukraine            |                                                                                                 |                                                                       |                | 099    |
| 7     | Tschechien         |                                                                                                 |                                                                       |                | 069    |
| 8     | Estland            |                                                                                                 |                                                                       |                | 054    |
| 9     | Polen              |                                                                                                 |                                                                       |                | 048    |
| 10    | Slowakei           |                                                                                                 |                                                                       |                | 047    |
| 11    | Norwegen/ Rumänien |                                                                                                 |                                                                       |                | 039    |

## Medaillenspiegel
| Platz | Land        | Gold | Silber | Bronze | Gesamt |
| ----- | ----------- | ---- | ------ | ------ | ------ |
| 1     | Deutschland | 4    | 1      | 0      | 5      |
| 2     | Österreich  | 0    | 1      | 2      | 3      |
| 3     | Italien     | 0    | 1      | 1      | 2      |
| 3     | Russland    | 0    | 1      | 1      | 2      |